# Alterkalk
|  | For alternative betydninger af kalk, se Kalk (flertydig). |
En kalk eller alterkalk (fra latin: calix, bæger) er det bæger, som benyttes i kirken ved nadveren (eller kommunion eller eukaristi).
Kalken benyttes i romersk-katolske, ortodokse, anglikanske, lutherske og visse andre kristne kirker, som har fastholdt en kirkelig tradition. Kalken har forbillede i det bæger, som Jesus benyttede ved nadverens indstiftelse skærtorsdag aften.
Den oprindelige kalk er nok den hellige 'gral', der spiller så stor rolle i riddertidens legender. 
Kalken indeholder vinen, Kristi blod. I den ortodokse kirker lægges nadverbrødet i kalken, og det uddeles under ét med en ske. I den romersk-katolske kirke var det længe kun præsterne, der drak af kalken, pga. frygt for at begå helligbrøde ved at spilde. Når menigheden kun får brødet, kaldes nadveren sub una (under ét). Efter Det andet Vatikankoncil fik menigheden mulighed for at drikke af kalken. Det sker nu hyppigt især ved messer med få deltagere. Det var et hovedpunkt for reformatorerne, at nadveren skulle uddeles i begge skikkelser (sub utraque). Herefter drak menighedens medlemmer på skift af samme kalk. I nyere tid har mange kirker af hygiejniske grunde indført anderledes uddelingsformer. I Folkekirken er alterkalken ofte udstyret med en hældetud (evt. ved en indsats i de gamle kalke). Præsten hælder vin i små bægre særkalke til hver altergæst. I nogle kirker bruges en opøseske, hvis der ikke er tud på kalken.